# Marathon van Houston 1997
De marathon van Houston 1997 (ook wel Methodist Health Care Houston) vond plaats op zondag 12 januari 1997. Het was de 25e editie van deze marathon.
De marathon werd bij de mannen gewonnen door de Zweed Ake Eriksson in 2:19.21. Hij was ruim twee minuten sneller dan Shaun Creighton uit Australië. Bij de vrouwen won de Duitse Claudia Dreher. De eerste man en eerst vrouw wonnen beide $ 25.000 aan prijzengeld.
In totaal finishten er 4290 marathonlopers, waarvan 3040 mannen en 1250 vrouwen.

## Uitslagen

### Mannen
| rang   | naam                  | land | tijd    |
| ------ | --------------------- | ---- | ------- |
| Goud   | Ake Eriksson          | SWE  | 2:19.21 |
| Zilver | Shaun Creighton       | AUS  | 2:21.33 |
| Brons  | Luis Carlos Fernandes | BRA  | 2:22.38 |
| 4      | David Morris          | USA  | 2:23.10 |
| 5      | Alvaro Zapata         | MEX  | 2:23.45 |
| 6      | Robert Johnston       | NZL  | 2:24.14 |
| 7      | Todd Reeser           | USA  | 2:24.31 |
| 8      | Yuriy Mikhailov       | RUS  | 2:24.48 |
| 9      | Bedaso Turbe          | ETH  | 2:25.22 |
| 10     | Jeff Morganti         | USA  | 2:27.42 |
| 11     | Jon Warren            | USA  | 2:28.55 |
| 12     | Ovidio Castilla       | MEX  | 2:29.29 |
| 13     | Romas Sausaltis       | LTU  | 2:32.09 |
| 14     | Teodoro Rodriguez     | MEX  | 2:32.45 |
| 15     | Joel Wagner           | USA  | 2:34.15 |
| 16     | Matt Fontaine         | USA  | 2:34.42 |
| 17     | Nigussu Urge          | ETH  | 2:35.01 |
| 18     | Matthew Patout        | USA  | 2:35.08 |
| 19     | Phil Wharton          | USA  | 2:35.19 |
| 20     | Robert Yara           | USA  | 2:35.57 |
| 22     | Malcolm East          | ENG  | 2:37.35 |

### Vrouwen
| rang   | naam                   | land | tijd    |
| ------ | ---------------------- | ---- | ------- |
| Goud   | Claudia Dreher         | GER  | 2:36.13 |
| Zilver | Betsy Kempter          | USA  | 2:39.37 |
| Brons  | Tatyana Pozdniakova    | UKR  | 2:39.57 |
| 4      | Tatyana Titova         | RUS  | 2:40.17 |
| 5      | Lioudmila Alexeeff     | CAN  | 2:41.49 |
| 6      | Elfenesh Alemu         | ETH  | 2:43.07 |
| 7      | Maria Del Carmen Diaz  | MEX  | 2:43.29 |
| 8      | Irina Bogacheva        | KGZ  | 2:44.24 |
| 9      | Gadisse Edato          | ETH  | 2:50.32 |
| 10     | Amy Manson             | USA  | 2:53.29 |
| 11     | Melissa Hurta          | USA  | 2:55.19 |
| 12     | Marina Jones           | USA  | 2:59.21 |
| 13     | Donna Rickenbacker     | USA  | 3:01.25 |
| 14     | Sandra Yaworski        | CAN  | 3:02.57 |
| 15     | Rosarely Correa        | MEX  | 3:03.09 |
| 16     | Doris Windsand-Dausman | USA  | 3:05.09 |
| 17     | Jennifer Pharr         | USA  | 3:07.41 |
| 18     | Poenayiota Petropoulos | GRE  | 3:09.38 |
| 19     | Kirsten Walz           | USA  | 3:13.09 |
| 20     | Sherry Erickson        | USA  | 3:14.32 |

1972 ·
1973 ·
1974  ·
1975 ·
1976 ·
1977 ·
1978 ·
1979 ·
1980 ·
1981 ·
1982 ·
1983 ·
1984 ·
1985 ·
1986 ·
1987 ·
1988 ·
1989 ·
1990 ·
1991 ·
1992 ·
1993 ·
1994 ·
1995 ·
1996 ·
1997 ·
1998 ·
1999 ·
2000 ·
2001 ·
2002 ·
2003 ·
2004 ·
2005 ·
2006 ·
2007 ·
2008 ·
2009 ·
2010 ·
2011 ·
2012 ·
2013 ·
2014 ·
2015 ·
2016 ·
2017